# Mick Jones (ur. 1945)
Michael David „Mick” Jones (ur. 24 kwietnia 1945 w Worksop) – angielski piłkarz występujący na pozycji napastnika.

## Kariera klubowa
Mick Jones zawodową karierę rozpoczynał w sezonie 1962/1963 w Sheffield United. W jego barwach zadebiutował 20 kwietnia 1963 roku w zremisowanym 1:1 spotkaniu z Manchesterem United rozgrywanym na Old Trafford. Już 24 kwietnia w pojedynku z Manchesterem City na Maine Road Jones zdobył dwie bramki, a jego zespół zwyciężył 3:1. Dla ekipy „The Blades” angielski zawodnik w rozgrywkach ligowych rozegrał 149 meczów i zdobył 63 bramki. W Sheffield United grał do 20 września 1967 roku, kiedy to za 100 tysięcy funtów trafił do Leeds United. W tym samym roku „The Whites” wywalczyli Puchar Ligi Angielskiej, jednak Jones nie miał udziału w tym sukcesie. Angielski klub po raz pierwszy w swojej historii sięgnął także po Puchar Miast Targowych, a wychowanek Sheffield United strzelił w tych rozgrywkach dwie bramki. W kolejnym sezonie Leeds zdobyło mistrzostwo kraju, a Jones z czternastoma golami na koncie był najskuteczniejszym strzelcem swojego zespołu. Menedżer Don Revie postanowił kupić z Leicester City Allana Clarke’a, który w przyszłości miał stworzyć z Jonesem jeden z najlepszych duetów napastników w lidze. W sezonie 1969/1970 obaj ci zawodnicy zdobyli łącznie 32 bramki, a oprócz nich świetną dyspozycję strzelecką pokazali Szkot Peter Lorimer (14 goli) oraz Irlandczyk Johnny Giles (13 goli). Leeds wywalczyło wicemistrzostwo Anglii oraz dotarło do finału krajowego pucharu. W kolejnych rozgrywkach „Pawie” po raz drugi w historii klubu zwyciężyli w Pucharze Miast Targowych, natomiast w First Division ponownie zajęli drugą lokatę. Jones strzelił tylko sześć bramek, jednak w sezonie 1971/1972 do siatki rywali trafiał już jedenaście razy. Wciąż pozostawał jednak w cieniu Petera Lorimera, który strzelając 23 bramki był jednym z najskuteczniejszych piłkarzy w lidze. Jones na Elland Road grał do 1975 roku. W tym samym roku Leeds przegrało w finale Pucharu Europy z Bayernem Monachium 2:0, a rok wcześniej drużynie „The Whites” udało się zdobyć tytuł mistrza Anglii. Decyzja o zakończeniu kariery przez Jonesa była spowodowana powracającymi problemami z kontuzją kolana. Dla Leeds angielski napastnik w lidze zaliczył 220 występów i 77 goli, natomiast we wszystkich rozgrywkach zdobył łącznie 111 bramek w 312 meczach.
| Sezon   | Klub                  | Kraj   | Rozgrywki      | Mecze | Bramki |
| ------- | --------------------- | ------ | -------------- | ----- | ------ |
| 1962/63 | Sheffield United F.C. | Anglia | First Division | 6     | 4      |
| 1963/64 | Sheffield United F.C. | Anglia | First Division | 23    | 5      |
| 1964/65 | Sheffield United F.C. | Anglia | First Division | 39    | 14     |
| 1965/66 | Sheffield United F.C. | Anglia | First Division | 40    | 21     |
| 1966/67 | Sheffield United F.C. | Anglia | First Division | 33    | 15     |
| 1967/68 | Sheffield United F.C. | Anglia | First Division | 8     | 4      |
| 1967/68 | Leeds United A.F.C.   | Anglia | First Division | 25    | 8      |
| 1968/69 | Leeds United A.F.C.   | Anglia | First Division | 40    | 14     |
| 1969/70 | Leeds United A.F.C.   | Anglia | First Division | 32    | 15     |
| 1970/71 | Leeds United A.F.C.   | Anglia | First Division | 40    | 6      |
| 1971/72 | Leeds United A.F.C.   | Anglia | First Division | 24    | 11     |
| 1972/73 | Leeds United A.F.C.   | Anglia | First Division | 28    | 9      |
| 1973/74 | Leeds United A.F.C.   | Anglia | First Division | 31    | 14     |
| 1974/75 | Leeds United A.F.C.   | Anglia | First Division | 0     | 0      |

## Kariera reprezentacyjna
W reprezentacji Anglii Jones zadebiutował 12 maja 1965 roku podczas towarzyskiego spotkania z NRD. Jako zawodnik Sheffield United Jones wystąpił jeszcze w jednym pojedynku drużyny narodowej. Kolejny mecz w kadrze rozegrał już jako piłkarz Leeds, a miało to miejsce 14 stycznia 1970 roku w spotkaniu przeciwko Holandii. Jak się później okazało, był to ostatni występ Jonesa w reprezentacji swojego kraju.